# Велёпольский, Францишек (1658—1732)
Францишек Велёпольский (1658—1732) — государственный деятель Речи Посполитой, граф Священной Римской империи, генеральный староста краковский (1688—1724), главный управитель краковско-сандомирский (с 1708), воевода серадзский (1720—1728) и краковский (1728—1732). Основатель Венгерска-Гурки. Староста бохненский, жарновецкий и лянцкоронский. 8-й ординат Пиньчувский с 1729 года.

## Биография
Представитель польского магнатского рода Велёпольских герба «Старыконь». Младший (третий) сын канцлера великого коронного Яна Велёпольского (ум. 1688) от второго брака с Констанцией Кристиной Коморовской (ум. 1675). Братья — генеральный староста краковский Людвик Ян (ум. 1688), каноник свецкий Ян Казимир и староста новотарский Юзеф Ян.
В 1697 году Францишек Велёпольский поддержал элекцию саксонского курфюрста Августа Сильного на польский королевский престол. В 1704 году вошел в состав Сандомирской конфедерации. .
В 1708 году польский король Станислав Лещинский отправил его в Вену, чтобы наладить отношения с Габсбургами. В 1724 году был избран послом (депутатом) от Краковского воеводства на сейм.
Граф на Живце и Песковой Скале, владелец замке в Лянцкороне, маркграф и 8-й ординат на Мируве и Пиньчуве. Также был старостой бохненским, жарновецким, лянцкоронским и липновским.

## Семья и дети
Был дважды женат. Первым браком женился на Тереза Магдалене Тарло (ум. 1700), дочери подканцлера коронного Кароля Тарло (ум. 1749) и Юзефы Грабинской, вдове подстолия коронного Александра Пшиемского (ок. 1650—1694). Дети от первого брака:
- Мария Франциска, игуменья монашеского ордена Кларисок в Кракове.
- Кароль (ум. 1773), генеральный староста краковский (1724—1768), конюший великий коронный (1731) и хорунжий великий коронный (1754)
- Ян (ум. 1774), чашник коронный (1742), воевода сандомирский (1750)

В 1711 году вторично женился на княжне Анне Любомирской (ум. 1736), дочери Иеронима Августина Любомирского (ок. 1647—1706), каштеляна краковского и гетмана великого коронного, и Констанции Бокум (ум. 1704). Дети от второго брака:
- Иероним (1712—1779) — генерал-майор и шеф полка коронной конной гвардии (1745), конюший великий коронный (1754), генеральный староста краковский (1768—1774).